# Saint-Malo-de-Beignon
Saint-Malo-de-Beignon (bretonisch Sant-Maloù-Benion) ist eine französische Gemeinde mit 543 Einwohnern (Stand 1. Januar 2022) im Département Morbihan in der Region Bretagne. Saint-Malo-de-Beignon ist eine Gemeinde in der Bretagne, in der Gallo gesprochen wurde.

## Geographie
Saint-Malo-de-Beignon liegt rund 19 Kilometer östlich von Ploërmel im Osten des Départements Morbihan.
Nachbargemeinden sind Beignon im Westen und Norden, Plélan-le-Grand im Osten sowie Guer im Südosten und Süden.

## Bevölkerungsentwicklung
| Jahr                       | 1962 | 1968 | 1975 | 1982 | 1990 | 1999 | 2006 | 2012 | 2019 |
| Einwohner                  | 715  | 431  | 384  | 329  | 390  | 385  | 813  | 499  | 532  |
| Quellen: Cassini und INSEE |      |      |      |      |      |      |      |      |      |

## Sehenswürdigkeiten

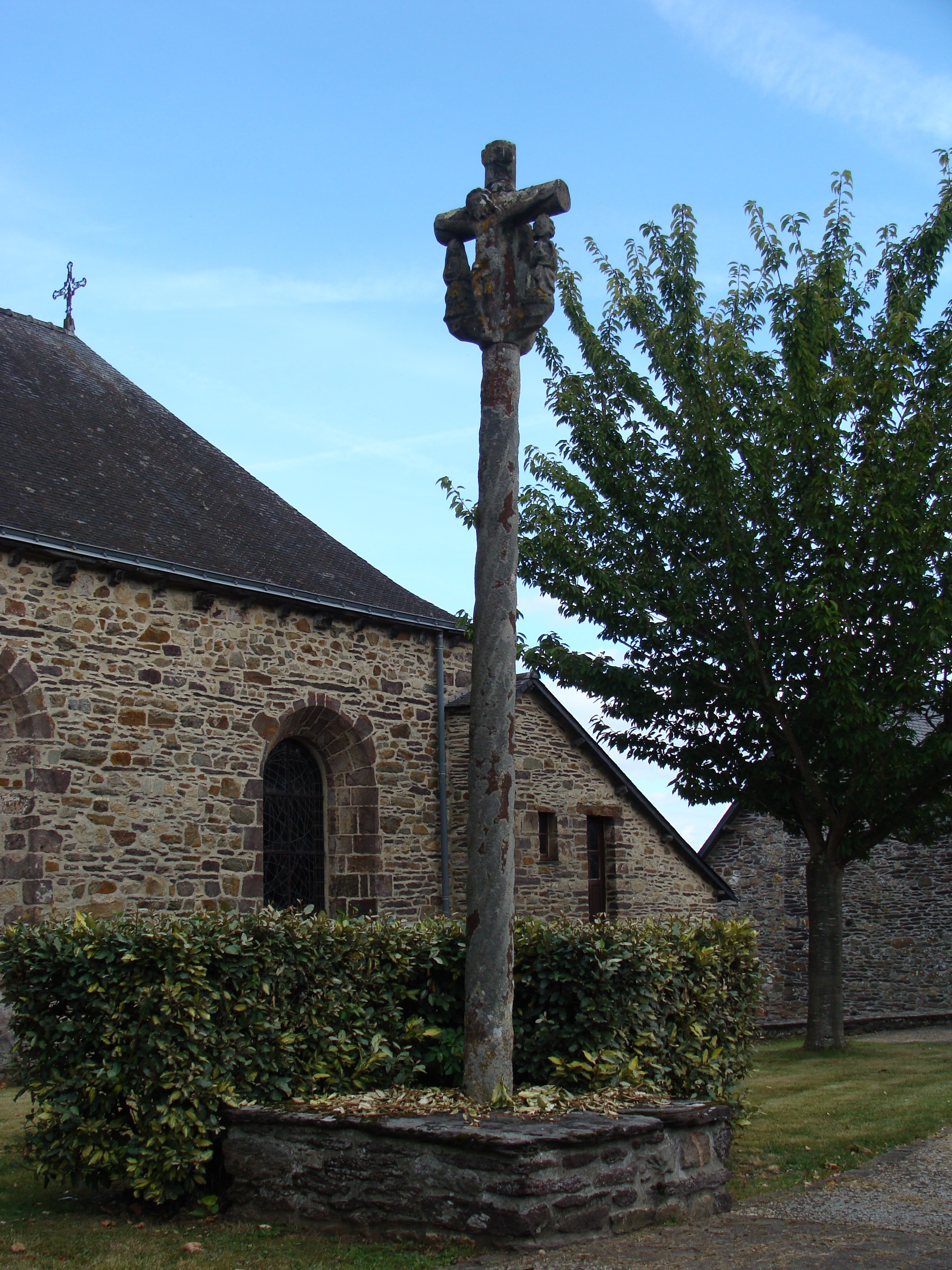
Friedhofskreuz

- Kirche Saint-Malo aus dem 11. und 12. Jahrhundert (mit Umbauten im 17. und 18. Jahrhundert)
- Grabplatten in der Kirche
- Häuser aus dem 16. und 17. Jahrhundert rund um den Kirchplatz
- monumentales Friedhofskreuz

Quelle:
- Friedhofskreuz